# Põlva
Põlva – miasto w Estonii. Stolica regionu Põlva. Zamieszkiwane przez 6428 osób.
Znajduje się tu stacja kolejowa Põlva, położona na linii Tartu – Koidula.

## Współpraca
Miejscowość partnerska:
- Bièvre, Belgia